# Emil Beischläger
Emil Beischläger (* 23. September 1897 in Wien; † 19. Dezember 1977 ebenda) war ein österreichischer Maler.

## Leben
Emil Beischläger war der Sohn des k.k. Hofrates  Albert Beischläger (* 1855) und dessen Ehefrau Marie. Beischläger begann als Autodidakt, nahm aber in den Jahren 1923 und 1924 Privatunterricht und wurde 1939 Mitglied des Künstlerhauses Wien. Seine Studienreisen führten ihn durch weite Teile Europas. Er fertigte Landschaftsbilder, Porträts, Stillleben und Graphiken, von denen einige im Historischen Museum der Stadt Wien zu sehen sind. 1972 zeigte er seine Arbeiten im Künstlerhaus Wien. 1974 erhielt er das Ehrenkreuz für Wissenschaft und Kunst erster Klasse.

## Werke (Auswahl)
- Haydn-Kirche in Eisenstadt, 1974
- Kahlenberg-Dorf, 1939
- Ägyptische Landschaft, 1970
- Baustelle bei Schloss Persenbeug, 1955–1956
- Stillleben mit Amaryllis, 1947
- Tiroler Tallandschaft, 1936
- Eisacktal, 1928
- Mühle am Bach, 1961
- Zinkenbach am Wolfgangsee, 1959
- Pfingstrosenstrauß in Vase, 1962
- Weiße Rosen in Vase, 1959
- Stillleben mit irdenem Geschirr und Äpfeln, 1973
- Türnitz im Schnee, 1963
- Porträt einer Javanerin, 1925
- Heilige Therese von Lisieux, 1925